# Gabriella Szabó
Gabriella Timea Szabó (Budapest, 14 d'abril de 1986) és una esportista hongaresa que competeix en piragüisme en la modalitat d'aigües tranquil·les.
Va participar en tres Jocs Olímpics d'Estiu, obtenint en total quatre medalles, dos ors a Rio de Janeiro 2016, or a Londres 2012 i plata a Pequín 2008. Als Jocs Europeus de Bakú 2015 va aconseguir una medalla d'or.
Ha guanyat 11 medalles al Campionat Mundial de Piragüisme entre els anys 2007 i 2015, i 13 medalles al Campionat Europeu de Piragüisme entre els anys 2007 i 2016.

## Palmarès internacional
| Jocs Olímpics     | Jocs Olímpics             | Jocs Olímpics | Jocs Olímpics |
| Any               | Lloc                      | Medalla       | Competició    |
| ----------------- | ------------------------- | ------------- | ------------- |
| 2008              | Pequín ( R.P. de la Xina) | 2             | K4 500 m      |
| 2012              | Londres ( Regne Unit)     | 1             | K4 500 m      |
| 2016              | Rio de Janeiro ( Brasil)  | 1             | K2 500 m      |
| 2016              | Rio de Janeiro ( Brasil)  | 1             | K4 500 m      |
| Campionat Mundial |                           |               |               |
| Any               | Lloc                      | Medalla       | Competició    |
| 2007              | Duisburg ( Alemanya)      | 3             | K2 1000 m     |
| 2009              | Dartmouth ( Canadà)       | 1             | K2 500 m      |
| 2010              | Poznań ( Polònia)         | 1             | K2 500 m      |
| 2010              | Poznań ( Polònia)         | 1             | K2 1000 m     |
| 2011              | Szeged ( Hongria)         | 1             | K4 500 m      |
| 2013              | Duisburg ( Alemanya)      | 1             | K2 1000 m     |
| 2013              | Duisburg ( Alemanya)      | 1             | K4 500 m      |
| 2014              | Moscou ( Rússia)          | 1             | K2 500 m      |
| 2014              | Moscou ( Rússia)          | 1             | K4 500 m      |
| 2015              | Milà ( Itàlia)            | 1             | K2 500 m      |
| 2015              | Milà ( Itàlia)            | 2             | K4 500 m      |
| Jocs Europeus     |                           |               |               |
| Any               | Lloc                      | Medalla       | Competició    |
| 2015              | Bakú ( Azerbaidjan)       | 1             | K4 500 m      |
| Campionat Europeu |                           |               |               |
| Any               | Lloc                      | Medalla       | Competició    |
| 2007              | Pontevedra ( Espanya)     | 1             | K2 1000 m     |
| 2008              | Milà ( Itàlia)            | 1             | K2 500 m      |
| 2009              | Brandenburg ( Alemanya)   | 1             | K2 500 m      |
| 2009              | Brandenburg ( Alemanya)   | 2             | K2 1000 m     |
| 2010              | Corvera ( Espanya)        | 1             | K2 1000 m     |
| 2010              | Corvera ( Espanya)        | 2             | K4 500 m      |
| 2011              | Belgrad ( Sèrbia)         | 1             | K2 1000 m     |
| 2011              | Belgrad ( Sèrbia)         | 2             | K4 500 m      |
| 2012              | Zagreb ( Croàcia)         | 3             | K4 500 m      |
| 2014              | Brandenburg ( Alemanya)   | 1             | K2 500 m      |
| 2014              | Brandenburg ( Alemanya)   | 1             | K4 500 m      |
| 2016              | Moscou ( Rússia)          | 1             | K2 500 m      |
| 2016              | Moscou ( Rússia)          | 1             | K4 500 m      |